# Richard Kirwan

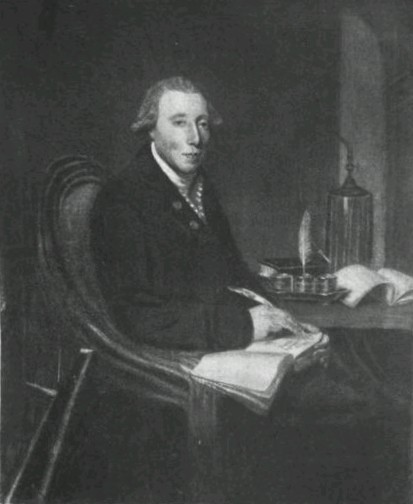
Richard Kirwan

Richard Kirwan (1 augustus 1733 - 22 juni 1812), was een Iers scheikundige, meteoroloog en geoloog. Hij was een van de laatste aanhangers van de achterhaalde verbrandingstheorie flogiston.

## Biografie
Kirwan werd geboren in Cloughballymore in het graafschap Galway als nazaat van een lokaal invloedrijke familie. Hij verbleef een deel van zijn jeugd in het buitenland en bezocht een jezuïetencollege in Frankrijk. Na de dood van zijn oudere broer erfde hij de familiebezittingen. Hij trouwde in 1757 en het paar kreeg twee dochters.
Van 1766 tot 1768 was Kirwan advocaat, waarna hij zich -hoofdzakelijk in Londen- wijdde aan de wetenschap. Hij deed experimenten op het gebied van de soortelijke massa en andere eigenschappen van zouten. Daarvoor werd hem in 1782 de Copley Medal toegekend, de wetenschapsprijs van de Royal Society, de Britse academie van wetenschappen. Twee jaar daarvóór was hem al het lidmaatschap van dit instituut verleend en in 1784 werd hij tevens buitenlands lid van de Zweedse Academie, de Kungliga Vetenskapsakademien.
In 1787 keerde Kirwan naar Ierland terug, waar hij onder meer voorzitter werd van de Royal Irish Academy in 1799. Hij schreef 28 brieven en verhandelingen voor deze academie van wetenschappen, met onderwerpen op de gebieden meteorologie, scheikunde, geologie, magnetisme en filologie. Zijn geologische bijdragen werden ontsierd door zijn geloof in de zondvloed en dat bracht hem in conflict met James Hutton, die vanwege zijn theorieën over rotsformaties beschouwd wordt als de eerste moderne geoloog. Kirwans Essay on Phlogiston and the Constitution of Acids van 1787 leverde hem bovendien strijd op met Antoine Lavoisier, die de flogistontheorie in 1783 reeds ontkracht had. In 1791 moest Kirwan zijn ongelijk bekennen.
Na de Unie met Groot-Brittannië, die volgde op de Ierse opstand van 1798 weigerde Kirwan een baronetschap. Hij overleed in juni 1812 in Dublin.